# Utsep Vuoskonjaure
Utsep Vuoskonjaure är en sjö i Jokkmokks kommun i Lappland och ingår i Luleälvens huvudavrinningsområde. Sjön har en area på 0,353 kvadratkilometer och ligger 464 meter över havet. Utsep Vuoskonjaure ligger i Pärlälvens fjällurskog Natura 2000-område.

## Delavrinningsområde
Utsep Vuoskonjaure ingår i det delavrinningsområde (741585-160136) som SMHI kallar för Utloppet av Vuoskonjaure. Medelhöjden är 505 meter över havet och ytan är 35,15 kvadratkilometer. Det finns inga avrinningsområden uppströms utan avrinningsområdet är högsta punkten. Vuoskonjåkkå som avvattnar avrinningsområdet har biflödesordning 3, vilket innebär att vattnet flödar genom totalt 3 vattendrag innan det når havet efter 292 kilometer. Avrinningsområdet består mestadels av skog (75 procent). Avrinningsområdet har 5,82 kvadratkilometer vattenytor vilket ger det en sjöprocent på 16,5 procent.